# Xiegang
Xiegang (kinesiska: 谢岗) är en köping i sydöstra  Kina.  Den ligger i staden Dongguan i provinsen Guangdong, omkring 91 kilometer öster om provinshuvudstaden Guangzhou. Antalet invånare är 99 387. Befolkningen består av 44 542 kvinnor och 54 845 män. Barn under 15 år utgör 9,0 %, vuxna 15-64 år 88 %, och äldre över 65 år 1,0 %.